# Villeneuve-en-Perseigne
Villeneuve-en-Perseigne – gmina we Francji, w regionie Kraj Loary, w departamencie Sarthe. W 2013 roku liczba ludności wynosiła 2269 mieszkańców. 
Gmina została utworzona 1 stycznia 2015 roku z połączenia sześciu ówczesnych gmin: Chassé, La Fresnaye-sur-Chédouet, Lignières-la-Carelle, Montigny, Roullée oraz Saint-Rigomer-des-Bois. Siedzibą gminy została miejscowość La Fresnaye-sur-Chédouet.